# ألفونسو ألبينيز
ألفونسو ألبينيز جوردانا (11 سبتمبر 1885 - 27 سبتمبر 1941) كان لاعب كرة قدم إسباني  وحكم، بالإضافة إلى كونه مهندسًا كيميائيًا ومحاضرًا ودبلوماسيًا مشهورًا. اشتهر بكونه أول لاعب على الإطلاق يلعب لصالح نادي برشلونة ونادي ريال مدريد، وقد حقق ذلك عندما انتقل من كتالونيا إلى العاصمة لأغراض الدراسة.   
بالإضافة إلى كرة القدم، مارس أيضًا لعبة الكريكيت والتنس وركوب الدراجات، وكان لاعبًا بارزًا في لعبة الرجبي في فرنسا.  كان أحد مؤسسي كلية الحكام التابعة للمركز في عام 1914، وهي أول كلية من هذا النوع في إسبانيا، واللجنة الوطنية للحكام في عام 1922. وكان رئيسها الثاني والأول على التوالي. 

## النشأة
وُلِد ألفونسو ألبينيز جوردانا في 11 سبتمبر 1885. باعتباره المولود الأول للزواج الذي شكله الملحن وعازف البيانو الشهير إسحاق ألبينيز وروزا جوردانا لاجاريجا ابنة عمدة منطقة جراسيا السابق وطالبة سابقة لإسحاق. وُلِد في تيانا كاتالونيا، وهي بلدة تقع في شرق مقاطعة برشلونة حيث كان والديه يقيمون في مسكنهم الصيفي. كان لديه أخت أكبر منه تُدعى إنريكيتا التي توفيت في طفولته عام 1886، وكذلك أخت أصغر منه تُدعى لورا ألبينيز (1890–1944) التي أصبحت رسامًا مشهورًا في فنون الرسم والتصوير. 
تعرف على كرة القدم في لندن. حيث استقرت عائلة ألبينيز بسبب أداء والده الذي اصطحبهم في مناسبات عديدة إلى باريس، حيث تعرف ألفونسو على رياضة الرجبي، فأصبح لاعب رجبي متميزًا. وقع ألبينيز في حب جارته كارمي ريفينتوس عندما كان يعيش في تيانا التي أصبح مخطوبًا لها. كان والداه يعيشان في باريس، ومع ذلك انتهت قصة الحب الصيفية التي أدت إلى العديد من رسائل الحب بينهما بلا شيء.

## مسيرة اللعب

### نادي برشلونة لكرة القدم
في عام 1901 مرض والده. فعادوا إلى برشلونة، حيث انضم ألبينيز إلى صفوف نادي برشلونة لكرة القدم، وأصبح عضوًا في الفريق الاحتياطي الثاني الذي أنشأه لويس دي أوسو في عام 1900. لعب ألبينيز كمهاجم في برشلونة، وكان يتمتع بتقنية رائعة.  شارك لأول مرة مع الفريق الأول في مباراة ودية ضد نادي إسبانيول (المعروف الآن باسم نادي إسبانيول ) في 1 ديسمبر وكان هذا بسبب غياب بعض لاعبي الفريق الأول. كان ألبينيز حينئذٍ في سن 16 عامًا و80 يومًا.
ثم لعب ألبينيز أول مباراة رسمية له مع النادي في بطولة كوبا ماكايا 1901-1902، والتي كانت بمثابة بداية بطولة كتالونيا. وسجل هدف الافتتاح في فوز برشلونة 4-2 على هيسبانيا إيه سي في 6 يناير 1902،  وبذلك أصبح أصغر لاعب وأصغر هداف في تاريخ برشلونة في سن 16 عامًا و115 يومًا. احتفظ ألبينيز بكلا الرقمين لمدة عامين فقط حتى تم كسرهما في عام 1903 على يد كارليس كومامالا الذي سجل في أول ظهور له في سن 14 عامًا و219 يومًا.  واصل نادي برشلونة الفوز بلقب كوبا ماكايا، وهو أول لقب للنادي على الإطلاق. حيث لعب ألبينيز 5 مباريات وسجل هدفًا آخر ليصبح إجمالي أهدافه الرسمية مع برشلونة هدفين.  

### كأس التتويج 1902
عندما شارك برشلونة في أول بطولة وطنية أقيمت في إسبانيا، وهي بطولة كأس التتويج عام 1902 واجه النادي صعوبة في تنظيم الرحلة إلى مدريد نظرًا لعدم تمكن جميع لاعبي الفريق الأول من الذهاب، لذلك كان عليهم تضمين أعضاء من الفريق الثاني مثل لويس بويليس ،وجوزيب لوبيت، وألبينيز، الذين لعبوا بالفعل العديد من المباريات مع الفريق الرئيسي.  بالتعاون مع جامبر وآرثر ويتي وأودو شتاينبرغ استطاعت برشلونة الوصول إلى النهائي في 15 مايو 1902، حيث هُزموا بنتيجة 2-1 على يد بيزكايا (مزيج من لاعبين من نادي أتليتيك ونادي بلباو لكرة القدم ). 
دخل ألبينيز التاريخ في الدور نصف النهائي يوم 13 مايو كواحد من لاعبي كرة القدم الحادي عشر الذين لعبوا في أول كلاسيكو في التاريخ، والذي انتهى بفوز برشلونة 3-1،   وبذلك أصبح أصغر لاعب يشارك في الكلاسيكو في سن 16 عامًا و242 يومًا. وهو رقم قياسي حطمه رينيه بوتي لاعب مدريد عام 1916 بعمر 16 عامًا و149 يومًا. لكن ألبينيز ظل أصغر لاعب في برشلونة يشارك في الكلاسيكو لمدة 120 عامًا حتى حطم لامين يامال هذا الرقم القياسي في عام 2023 بعمر 16 عامًا و107 أيام. ولم يمر شبابه دون أن يلاحظه مؤرخو ذلك الوقت، كما تذكر الصحفي كزافييه جي لوك في أبريل/نيسان 2011 في صفحات صحيفة لا فانجارديا : "لم يكن من المفترض أن يُسمح لألبينيز بلعب مثل هذه اللعبة العنيفة والخطيرة بسبب كونه قاصرًا".

### نادي مدريد لكرة القدم
بعد 10 أيام فقط من مشاركته في تشكيلة نادي برشلونة ضد نادي مدريد في 23 مايو 1902 أعلنت الصحافة في ذلك الوقت عن وصول "السيد ألبينيز" من برشلونة للانضمام إلى نادي مدريد. على الرغم من أن ألبينيز كان يبلغ من العمر 16 عامًا فقط وكان الانتقال لأغراض الدراسة فقط، إلا أنه دخل التاريخ باعتباره أول "مرتد" في منافستهما المعروفة.    ومع ذلك لا توجد أي إشارة إلى مبارياته مع مدريد حتى عام 1912، وذلك الموسم فقط. مما يشير إلى أنه كان أكثر تركيزًا على دراسته وعمله الإداري من لعب كرة القدم، أو أنه كان يفضل ببساطة اللعب مع الفريق الثاني لريال مدريد كما فعل تمامًا في برشلونة. في يوم عيد الميلاد عام 1902 لعب ألبينيز مباراة لفريق موديرنو إف سي ضد فريق مدريد إف سي في مسابقة الفرق، والتي انتهت بخسارة فادحة بنتيجة 0-16. لعب ألبينيز مباراة ودية مع نادي برشلونة لكرة القدم في 28 أغسطس 1906، والتي تم تسجيلها على أنها تابعة لكأس الخلاص، وسجل هدفًا واحدًا في فوز 4-2 على نادي سبورتينغ إكس؛ لذا فمن المحتمل أنه استغل لحظات قصيرة للتدرب بشكل غير رسمي بعيدًا عن الحياة الرياضية.  
شارك ألبينيز في ثلاث مباريات ودية مع نادي مدريد لكرة القدم في نهاية عام 1912. الأولى كانت في 27 أكتوبر ضد نادي إسبانيول مدريد (7-1) والثانية كانت في 1 نوفمبر ضد نادي سبورتينغ لشبونة بمناسبة افتتاح ملعب أودونيل.  وفي المباراة الأخيرة التي تم تسجيلها على أنها تنتمي إلى "كأس إكسلسيور" وانتهت بالتعادل، أصيب ألبينيز في الشوط الأول وانتهى به الأمر بالتقاعد في الشوط الثاني.  في مباراته الثالثة والأخيرة مع النادي الأبيض في 8 ديسمبر، ساعد مدريد على تحقيق الفوز بنتيجة 3-2 على فريق يُدعى معهد سيسنيروس في الدور نصف النهائي من كأس سيوداد لينيال، والتي أقيمت في سياق مهرجان رياضي نظمه مدير المضمار.  في هذا الوقت تقريبًا بدأ ألبينيز مسيرته التحكيمية حيث أشرف على مباراتين لريال مدريد في 31 ديسمبر و2 يناير 1913، وكلاهما ضد راسينغ كلوب دي فرانس. وبعد مرور عام في 4 يناير 1914 أدار مباراة ودية أخرى في مدريد. هذه المرة بين نادي سوسيداد جيمناستيكا المجاور ونادي برشلونة، وانتهت المباراة بفوز ناديه السابق 1-0. 
اكتشف المؤرخون المحليون بعد سنوات أنه ظهر كعضو في نادي ستاديوم مدريد بين عامي 1915 و1918. ومع ذلك، لا يُعرف سوى القليل جدًا عن فترة وجوده مع النادي. 

## مهنة التحكيم
أصبح ألبينيز حكمًا لكرة القدم في أواخر عام 1912، وكان من بين أولئك الذين شكلوا كلية الحكام في الاتحاد الإقليمي المركزي، وهي أول كلية للحكام في إسبانيا.  كان عضوًا في أول دستور للكلية في 15 أبريل  بالتعاون مع مانويل براست وخوسيه مانويل كيندلان وجوليان رويتي. أصبح ألبينيز رئيسًا لها بعد بضعة أسابيع في 9 مايو عقب استقالة براست. 
شارك ألبينيز في تأسيس اللجنة الوطنية للحكام في 2 يوليو 1922، ثم انتُخب كأول رئيس لها،   وهو المنصب الذي شغله لأكثر من عام حتى عام 1923 عندما تم استبداله بكارلوس ديستي.   عاد ألبينيز إلى الرئاسة في عام 1928 (ليحل محل جوليان رويتي)، ليصبح أول رئيس للنسخة الأولى من الدوري الإسباني في عام 1929.  استمرت ولايته الثانية لمدة عام تقريبًا. حيث حل محله أنطونيو دي كارسير. 

## الحياة اللاحقة والوفاة
تزوج ألبينيز من روزالي دي سويرت في فرنسا في منتصف العقد الأول من القرن العشرين، وأنجب منها ابنة تدعى تيريزيتا.   التي كانت تُشبه أخته لورا وأمه روزا، حافظ ألبينيز على صداقة عظيمة مع الملحن وعازف البيانو مانويل دي فالا.  كان عمًا كبيرًا لألبرتو رويز جالاردون (عمدة مدريد بين عامي 2003 و2011)، وجدًا لسيسيليا ماريا سيجانر، وهي الزوجة السابقة لنيكولا ساركوزي. 
وكان ألبينيز أيضًا مديرًا لنادي تشامارتين لمدة ثماني سنوات من عام 1913 إلى عام 1921.  كان مهندسًا كيميائيًا مشهورًا. كما برز كمحاضر. وشرع في مهنة الدبلوماسي في وقت ما في منتصف عشرينيات القرن العشرين، فأصبح سفيرًا لإسبانيا في عصبة الأمم.  نُقل في السنوات الأخيرة من حياته إلى إستوريل بالبرتغال، حيث توفي ألبينيز هناك في عام 1941 عن عمر يناهز 56 عامًا؛ بسبب مضاعفات ارتفاع ضغط الدم. وتم نقل جثمانه إلى وطنه ودفن في مقبرة مونتجويك.

## الأوسمة
نادي برشلونة لكرة القدم
- كوبا ماكايا
  - الأبطال: 1901–02
- كأس التتويج
  - الوصيف: 1902

1. ↑  Albéniz was previously believed to have been born in Barcelona on 1 January 1886, a mistake that has persisted through time.[1]